# 莉泽洛特·林森霍夫
莉泽洛特·林森霍夫（德語：Liselott Linsenhoff，1927年8月27日—1999年8月4日），德国女子马术运动员。她曾代表德国联队和西德参加1956年、1968年和1972年夏季奥林匹克运动会马术比赛，获得二枚金牌、二枚银牌和一枚铜牌。